# Benedict Kiely
Benedict Kiely (* 15. August 1919 in Dromore, County Tyrone, Nordirland; † 9. Februar 2007 in Dublin) war ein irischer Schriftsteller und Journalist.

## Leben
Benedict Kiely wuchs in Nordirland als Sohn des britischen Soldaten Thomas Kiely auf. Schon als Jugendlicher wollte er Schriftsteller werden. Seine großen Vorbilder waren George Bernard Shaw, H. G. Wells und Jonathan Swift. Nach seiner Schulzeit an der Mount St. Columba Christian Brothers School in Omagh arbeitete er zunächst bei der Post. Da ihn diese Arbeit nicht ausfüllte, entschied er sich schließlich, Jesuit zu werden und trat 1937 in deren Noviziat in Emo im County Laois ein. Das Noviziat musste er nach einer Tuberkuloseerkrankung aufgeben. 1938 begann er, Anglistik und Geschichtswissenschaft am University College Dublin zu studieren. Nebenbei arbeitete er bereits als Journalist.
Nach seinem Hochschulabschluss 1941 begann Kiely eine Karriere als Journalist und Rundfunksprecher in Irland. 1945 erschien seine erste Kurzgeschichte Counties of Contention. Mehr als ein Dutzend Romane wie Land Without Stars (1946), The cards of the gambler (1953), The Captain with the Whiskers (1960), Dogs Enjoy the Morning (1968) und Nothing Happens in Carmincross (1985) folgten. Einem breiten Leserkreis bekannt wurde er jedoch durch seine Novellen, die er in einer Reihe von Sammlungen veröffentlichte. Wiederkehrendes Sujet seiner Werke war seine Heimat Nordirland.

## Familie
Benedict Kiely war seit 1944 mit Maureen O’Connell verheiratet; aus der Ehe gingen drei Töchter und ein Sohn hervor.